# England Dan & John Ford Coley
England Dan (* 8. Februar 1948 als Danny Wayland Seals in McCamey, Texas; † 25. März 2009 in Nashville, Tennessee) und John Ford Coley (* 13. Oktober 1948 als John Edward Colley in Dallas, Texas) waren ein US-amerikanisches Gesangsduo.

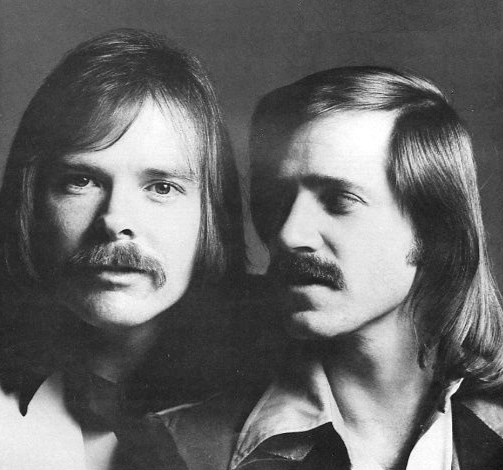
England Dan und John Ford Coley 1976

## Geschichte
Ihre größten Erfolge feierten sie in den 1970er Jahren mit Aufnahmen in den Genres Softrock und Country-Rock. Sie veröffentlichten 1971 und 1972 zunächst zwei wenig beachtete Alben für A&M. Nach einer Pause ohne Plattenvertrag gelang dem Duo schließlich 1976 mit der Single I’d Really Love to See You Tonight der Durchbruch. Das Lied war ein Nummer-zwei-Hit in den Billboard Hot 100 und ein Platz eins in den Easy-Listening-Charts. Darüber hinaus wurde das Lied für den Grammy nominiert. Weitere Top-10-Erfolge von England Dan & John Ford Coley waren Nights Are Forever Without You (1976), We’ll Never Have to Say Goodbye Again (1978) und Love Is the Answer (1979). Nach ihrer Auflösung im Jahr 1980 begann Seals unter dem Künstlernamen Dan Seals eine höchst erfolgreiche Karriere als Country-Sänger, die ihm elf Nummer-eins-Hits einbrachte. Coley gründete das kurzlebige Trio Leslie, Kelly & John Ford Coley, versuchte sich aber auch als Solist und Schauspieler.

## Diskografie

### Alben
| Jahr | Titel Musiklabel                                     | Höchstplatzierung, Gesamtwochen, AuszeichnungChartsChartplatzierungen (Jahr, Titel, Musiklabel, Platzierungen, Wochen, Auszeichnungen, Anmerkungen) | Anmerkungen |
| Jahr | Titel Musiklabel                                     | US | Anmerkungen |
| ---- | ---------------------------------------------------- | --- | ----------- |
| 1976 | Nights Are Forever Big Tree                          | US17 Gold · (28 Wo.)US |             |
| 1977 | Dowdy Ferry Road Big Tree                            | US80 (15 Wo.)US |             |
| 1978 | Some Things Don’t Come Easy Big Tree                 | US61 (14 Wo.)US |             |
| 1979 | Dr. Heckle and Mr. Jive Big Tree                     | US106 (12 Wo.)US |             |
| 1979 | The Best of England Dan and John Ford Coley Big Tree | US194 (2 Wo.)US |             |

Weitere Alben
- 1971: England Dan & John Ford Coley (A&M)
- 1972: Fables (A&M)
- 1976: I Hear the Music (A&M)
- 1980: Just Tell Me You Love Me (MCA, Soundtrack)
- 1981: The Best of England Dan and John Ford Coley Vol. 2
- 1996: The Very Best of England Dan and John Ford Coley

### Singles
| Jahr | Titel Album                                                       | Höchstplatzierung, Gesamtwochen, AuszeichnungChartplatzierungen (Jahr, Titel, Album, Platzierungen, Wochen, Auszeichnungen, Anmerkungen) | Höchstplatzierung, Gesamtwochen, AuszeichnungChartplatzierungen (Jahr, Titel, Album, Platzierungen, Wochen, Auszeichnungen, Anmerkungen) | Höchstplatzierung, Gesamtwochen, AuszeichnungChartplatzierungen (Jahr, Titel, Album, Platzierungen, Wochen, Auszeichnungen, Anmerkungen) | Anmerkungen |
| Jahr | Titel Album                                                       | UK | US | A. C. | Anmerkungen |
| ---- | ----------------------------------------------------------------- | --- | --- | --- | ----------- |
| 1976 | I’d Really Love to See You Tonight Nights Are Forever             | UK26 (7 Wo.)UK | US2 Gold · (23 Wo.)US | A. C.1 (16 Wo.)A. C. |             |
| 1976 | Nights Are Forever Without You Nights Are Forever                 | — | US10 (16 Wo.)US | A. C.6 (17 Wo.)A. C. |             |
| 1977 | It’s Sad to Belong Dowdy Ferry Road                               | — | US21 (16 Wo.)US | A. C.1 (17 Wo.)A. C. |             |
| 1977 | Gone Too Far Dowdy Ferry Road                                     | — | US23 (14 Wo.)US | A. C.8 (15 Wo.)A. C. |             |
| 1978 | We’ll Never Have to Say Goodbye Again Some Things Don’t Come Easy | — | US9 (14 Wo.)US | A. C.1 (14 Wo.)A. C. |             |
| 1978 | You Can’t Dance Some Things Don’t Come Easy                       | — | US49 (8 Wo.)US | A. C.22 (8 Wo.)A. C. |             |
| 1978 | If the World Ran Out of Love Tonight Some Things Don’t Come Easy  | — | — | A. C.41 (6 Wo.)A. C. |             |
| 1978 | Westward Wind Nights Are Forever                                  | — | — | A. C.30 (11 Wo.)A. C. |             |
| 1979 | Love Is the Answer Dr. Heckle & Mr. Jive                          | UK45 (5 Wo.)UK | US10 (18 Wo.)US | A. C.1 (21 Wo.)A. C. |             |
| 1979 | What Can I Do with This Broken Heart Dr. Heckle & Mr. Jive        | — | US50 (6 Wo.)US | A. C.12 (8 Wo.)A. C. |             |
| 1980 | In It for Love The Best of England Dan and John Ford Coley        | — | US75 (4 Wo.)US | A. C.45 (3 Wo.)A. C. |             |
| 1981 | Part of Me Part of You Just Tell Me You Love Me O.S.T.            | — | — | A. C.42 (9 Wo.)A. C. |             |

Weitere Singles
- 1972: New Jersey
- 1972: Simone